# Paradorn Srichaphan
Paradorn Srichaphan, tajski tenisač, * 14. junij 1979, Bangkok.
S tenisom se je profesionalno začel ukvarjati leta 1997. Njegova najvišja uvrstitev na lestvici ATP je 9. mesto, s čimer je bil najvišje uvrščen Azijec na tej lestvici. Njegov vzdevek je »Ball« (Žoga). V višino meri 185 cm, tehta pa 81 kg. Igra z desno roko. Njegov trener je Sven Groeneveld. Upokojil se je junija 2010 po nesreči z motorjem, v kateri je utrpel zlom obeh rok in zapestja.

## Osvojeni turnirji
Mastersi (0)
ATP turnirji (5) - Long Island avgust 2002, Stockholm oktober 2002, Chennai december 2002, Long Island avgust 2003, Nottingham junij 2004
Challengerji (1) - Bangkok december 2001